# José Gabriel Newman Valenzuela
José Gabriel Newman Valenzuela (* 1950 in Mexiko-Stadt) ist ein mexikanischer Botschafter.

## Leben
1972 war er Assessor bei der Öffentlichkeitsarbeit der Bancomext. 1976 leitete er die Abteilung Organisation, Methoden in der Subsecretaría de Investigación y Ejecución Fiscal der Secretaría de Hacienda y Crédito Público
Von 1980 bis 1982 leitete er das Bundeswahlregister von Mexiko.
| Vorgänger                         | Amt                                                                      | Nachfolger              |
| --------------------------------- | ------------------------------------------------------------------------ | ----------------------- |
| Eusebio Antonio de Icaza González | mexikanischer Botschafter in Caracas 14. März 1994 bis 31. Dezember 1994 | Jesús Puente Leyva      |
| José Luis Vallarta Marrón         | mexikanischer Botschafter in Warschau 21. August 1995 bis 28. März 1998  | Lorenzo Vignal Seelbach |